# Kurpfalz (Region)
Die Region Kurpfalz ist im weitesten Sinne das Gebiet im heutigen Deutschland, in dem der kurpfälzische Dialekt gesprochen wird. Im engeren Sinne ist darunter der im heutigen Baden-Württemberg liegende Teil des historischen Kurfürstentums (siehe Kurpfalz), also die Region Mannheim/Heidelberg zu verstehen.
Ganz ähnlich wie das heutige Schwaben besitzt die Kurpfalz keine festgelegten Grenzen. Von der Pfalz wird die Kurpfalz allerdings durch den Rhein getrennt.

## Begriffsbildung
Der Name Pfalz leitet sich von dem römischen Hügel Palatin ab, auf dem sich in der Antike der Palast des römischen Kaisers befand. Pfalz war davon abgeleitet die Bezeichnung für einen burgähnlichen Königshof (Königspfalz), den die fränkischen und deutschen Könige und Kaiser der Merowinger- bis zur Stauferzeit an wichtigen Orten errichten ließen.
Der Pfalzgraf bei Rhein war als Erztruchsess des Alten Reichs verantwortlich für die kaiserliche Hofhaltung (die kaiserliche Pfalz). Ursprünglich bezog sich der Titel auf den obersten Vertreter des Königs an der Königspfalz zu Aachen. Die Bezeichnung seiner Funktion ging später über auf das von ihm regierte Land.
Erst mit der Goldenen Bulle von 1356, in der die Kurwürde für die Pfalzgrafschaft bei Rhein (lateinisch comes palatinus Rheni) festgeschrieben wurde, bildete sich der Begriff der Kurpfalz heraus.

## Dialekt
Zur historischen Kurpfalz gehörten viele verstreute Gebiete entlang des Oberrheins, Mittelrheins und der Mosel, die oft eine ganz eigene Identität besaßen. Heute liegen Teile des einstigen Kurfürstentums in Baden-Württemberg, Rheinland-Pfalz, Hessen, Bayern und dem Elsass. Diese Teilung zeichnete sich bereits um das Jahr 1800 im Zuge der Koalitionskriege ab, als der rechtsrheinische Teil des Kurfürstentums Teil Badens wurde, der linksrheinische dagegen an Frankreich und danach an Bayern ging. Als Kurpfälzer kann man heute am ehesten die Sprecher eines bestimmten Dialekts bezeichnen. Oft wird der Begriff des Kurpfälzers als Abgrenzung innerhalb Baden-Württembergs gegenüber den Franken im Osten, den Württembergern (bzw. Schwaben) im Südosten und den Badenern im Süden verwendet. Obwohl die Kurpfälzer, aufgrund der politischen Zugehörigkeit, häufig zu den Badenern gezählt werden, sehen sie sich selbst nicht als solche.
Das Kurpfälzische wird in der rechtsrheinischen Kurpfalz gesprochen, der Unterschied zum linksrheinischen Vorderpfälzischen ist minimal. Das kurpfälzische Sprachgebiet erstreckt sich im Raum um Mannheim und Heidelberg entlang des Rheins von Lampertheim im Norden  bis südlich von Hockenheim und entlang des vorderen Odenwalds und Kraichgaus von Weinheim und Viernheim im Norden bis südlich von Wiesloch; im Osten reicht es in den badischen Odenwald hinein über Neckargemünd bis nach Eberbach, Mosbach und Sinsheim. Etwa 1.500.000 Personen wohnen im Gebiet des kurpfälzischen Sprachraums.

## Geschichte
Entstanden ist die historische Kurpfalz aus der rheinisch-lothringischen Pfalzgrafschaft, deren Kernland zunächst etwas weiter nördlich lag. Nach dem Aussterben des Adelsgeschlechts der Ezzonen wurde das Gebiet im 11. Jahrhundert gen Süden verschoben, wo es bis zu seiner Teilung blieb. Nachdem die Pfalzgrafschaft an verschiedene Herrscherhäuser vergeben worden war, kamen im 13. Jahrhundert die Wittelsbacher an die Macht. Unter ihnen erlangte die bald „Kurpfalz“ genannte Pfalzgrafschaft bei Rhein große politische Bedeutung im süddeutschen Raum. Nach dem Aussterben der bayerischen Linie der Wittelsbacher fiel der pfälzischen Linie 1777 das Kurfürstentum Bayern zu. Daraus entstand bis zur Teilung der Kurpfalz das Kurfürstentum Pfalz-Bayern. Das von den Wittelsbachern beherrschte linksrheinische Territorium der Pfalz wurde während der Französischen Revolutionskriege zunächst französisch, nach dem Sturz Napoleon Bonapartes dann aber 1816 mit dem Vertrag von München als Teil des Rheinkreises ein Teil des inzwischen entstandenen Königreichs Bayern. Das Kerngebiet der Kurpfalz zwischen Rhein und Neckar hingegen kam mit dem Reichsdeputationshauptschluss 1803 zu Baden und teilt seitdem dessen Geschichte (siehe Baden im 19. Jahrhundert).

## Im 20. und 21. Jahrhundert
Bestrebungen, die Spaltung der alten Kurpfalz zu überwinden, gab es zuletzt 1948 durch den Mannheimer Oberbürgermeister Hermann Heimerich. Dass diese Bestrebungen scheiterten, lag nicht zuletzt daran, dass die süddeutschen Flächenstaaten durch ihre Geschlossenheit gegenüber dem zersplitterten Charakter der Kurpfalz überlegen waren. Städte wie Worms, Speyer oder Bruchsal konnten sich dadurch nicht mit der historischen Kurpfalz identifizieren.
Im Jahr 2005 wurde durch einen Staatsvertrag die Metropolregion Rhein-Neckar geschaffen, um die länderübergreifende Zusammenarbeit zu erleichtern und zu bestärken. Die alte Kurpfalz rückt damit wieder näher zusammen.

## Einflüsse der Kurpfalz

### Wappen
Das Wappen der historischen Kurpfalz mit dem Pfälzer Löwen ist vollständig oder teilweise in einigen Wappen heutiger Gebietskörperschaften zu finden, meist jedoch ohne die weiß-blauen Rauten der Wittelsbacher. Auch im großen Wappen Baden-Württembergs ist es enthalten, spielt aber im heraldischen Sinn eine untergeordnete Rolle.
| Kurpfalz | Bammental | Mannheim | Schwetzingen | Schriesheim | Weinheim | Baden-Württemberg                |
| Kurpfalz | Bammental | Mannheim | Schwetzingen | Schriesheim | Weinheim | großes Wappen Baden-Württembergs |

Siehe auch Liste der Wappen mit dem Pfälzer Löwen.

### Weitere Einflüsse
- Kurpfalzbrücke – eine der Neckarbrücken Mannheims, erbaut zwischen 1947 und 1950
- Kurpfälzisches Kammerorchester – gilt als Nachfolger der „Kurfürstlichen Hofkapelle“ des Kurfürsten Karl Theodor
- Kurpfälzisches Museum – Museum mit archäologischer Abteilung in Heidelberg
- Kurpfalz-Park – ein Freizeit- und Wildpark bei Wachenheim (Rheinland-Pfalz)
- Kurpfalzring – ein früherer Name der heutigen Motorsport-Rennstrecke Hockenheimring Baden-Württemberg
- Kurpfälzisches Winzerfest Wiesloch – alljährliches stattfindendes Volksfest in Wiesloch
- Kurpfalz-Centrum – Verwaltungs- und Einkaufsgebäude im Leimener Ortskern

Auch tragen einige Unternehmen, die ihren Ursprung oder eine Niederlassung in der Kurpfalz haben, das Kurpfälzische im Namen (beispielsweise die Porsche Niederlassung Kurpfalz).
Die Mundart-Kabarettisten Bülent Ceylan, Christian Habekost, Elsbeth Janda, Josefin Lössl, Hans-Peter Schwöbel und Arnim Töpel, sowie die Mundart-Sängerinnen Joana, Joy Fleming sind auch über die Grenzen der Kurpfalz hinaus bekannt.